# Achille Ronaimou
Achille Ronaïmou Adoumbaye, né vers 1978 à N'Djaména, est un scénariste et réalisateur autodidacte tchadien,.

## Filmographie

### Longs métrages
- 2019 : Ballon de sable (documentaire)
- 2025 : Diya (fiction), sélection officielle au FESPACO 2025 (prix d'interprétation masculine pour Ferdinand Mbaïssané pour le rôle de Dane)[3]

### Courts métrages
- 2011 : Le chômeur
- 2012 : Kanoun (documentaire)
- 2013 : Mineurs en prison (documentaire)
- 2014 : Kadbor
- 2019 : 8 Mars